# AlphaGo Zero
AlphaGo Zero este o versiune a programului Go software a echipei AlphaGo a companiei britanice DeepMind. Echipa  AlphaGo a publicat un articol în revista Nature, la data de 19 octombrie 2017, prezentând realizarea programului derivat AlphaGo Zero, versiune creată fără a utiliza niciun fel de date din jocurile go jucate de oameni, dovedindu-se mult mai puternică decât oricare din versiunile anterioare. De data asta, programul a fost conceput să învețe doar jucând împotriva sa. Printr-o astfel de abordare, programul a depășit spectaculos programul anterior AlphaGo Lee în doar trei zile, câștigând un meci împotriva acestuia cu 100 (o sută) la 0 (zero), atingând nivelul programului AlphaGo Master în 21 de zile și înfrângând cu scoruri semnificativ de mari toate vechile versiuni ale programului după 40 de zile.
Antrenarea programelor de inteligență artificială (IA), fără folosirea datelor colectate și/sau derivate din jocurile experților umani, are o importanță extrem de mare, cu semnificații profunde asupra dezvoltării inteligențelor artificiale cu calități depășind cele umane, întrucât acest tip de date sunt „adesea scumpe, nesigure sau pur și simplu indisponibile”. Demis Hassabis, cofondatorul și CEO al DeepMind, a declarat că programul AlphaGo Zero s-a dovedit a fi atât de puternic întrucât „nu mai era constrâns la limitele cunoașterii umane”. David Silver, unul din primii autori ai seriei de articole publicate de DeepMind despre AlphaGo, în revista Nature, a declarat că progresul a fost posibil prin generalizarea algoritmilor de IA, care nu mai au nevoia de a învăța de la oameni.
Ulterior Google a realizat programul AlphaZero, versiune generalizată a programului AlphaGo Zero, care poate juca șah și shōgi, în plus de abilitatea de a juca go. În decembrie 2017, AlphaZero a învins AlphaGo Zero cu scorul de 60 la 40, iar după doar opt ore de antrenament (jucând împotriva sa) a depășit AlphaGo Lee pe scala Elo. AlphaZero a învins de asemenea programe de vârf în șah (Stockfish) și în shōgi (Elmo).

## Costuri de hardware
Costul pentru un singur sistem AlphaGo Zero, incluzând componente special designate pentru acest proiect, au fost menționat ca fiind în jur de 25 de milioane dolari americani.